# Villa-mausolée de Centcelles
La villa-mausolée de Centcelles est un site archéologique de la Rome antique situé près de la commune de Constantí (comarque de Tarragonès), dans la province de Tarragone en Catalogne,.
Ce complexe archéologique est connu pour son bâtiment en forme de dôme, un mausolée de l'Antiquité tardive avec un magnifique mobilier en mosaïques préservées sur les murs et le plafond. En raison de l'importance du site en grande partie préservé, il a été déclaré site du patrimoine mondial de l'UNESCO en 2000 dans le cadre de l'ensemble archéologique de Tarraco.

## Localisation
Centcelles est située entre le Río Francolí (es) et la ville de Constantí, sur la voie romaine qui menait de l'ancienne cité de Tarraco à l'intérieur de la province d'Hispanie Tarraconaise et reliait la capitale provinciale à Lérida.

## Historique

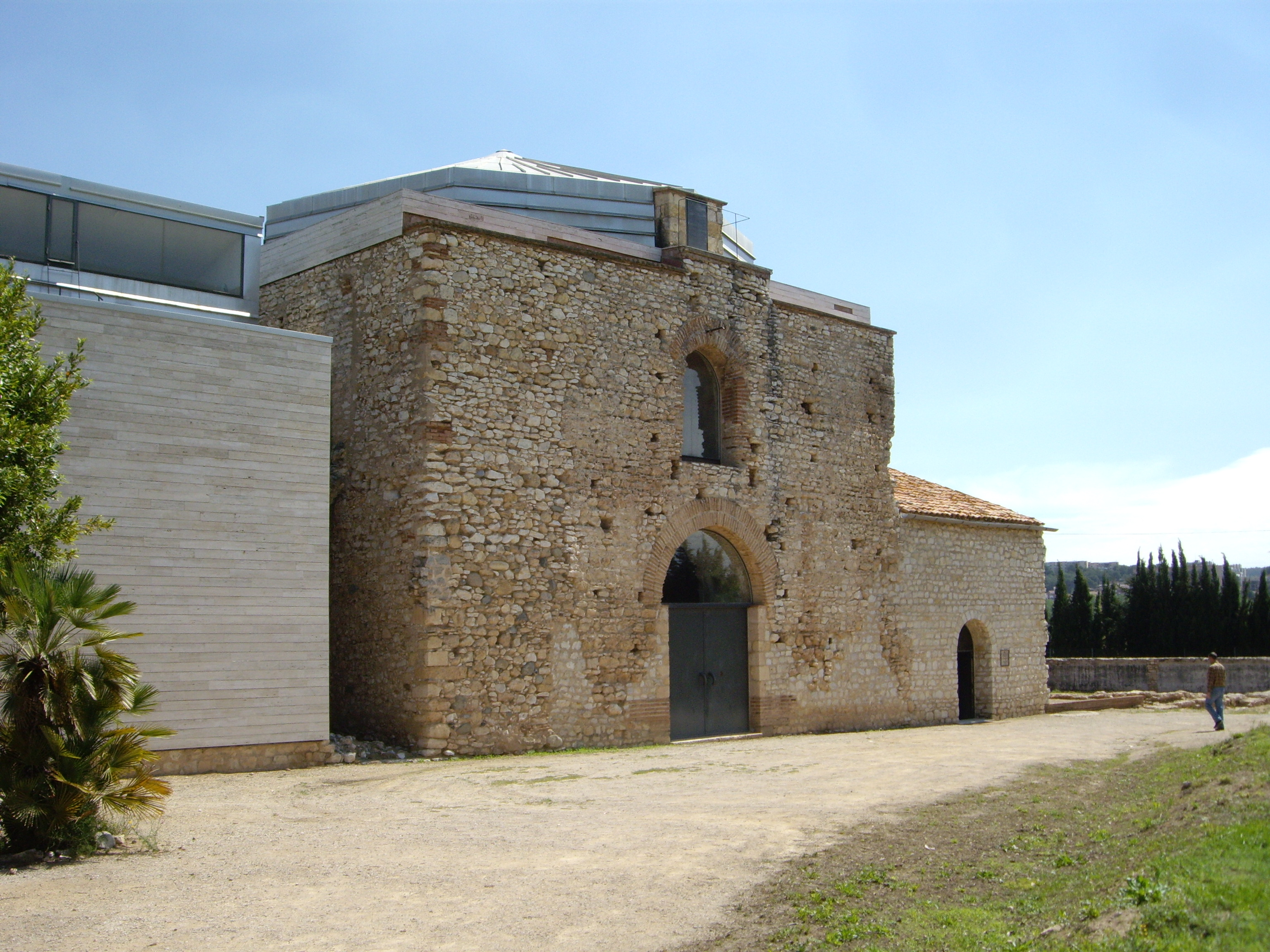
Vue extérieure de la villa-mausolée.

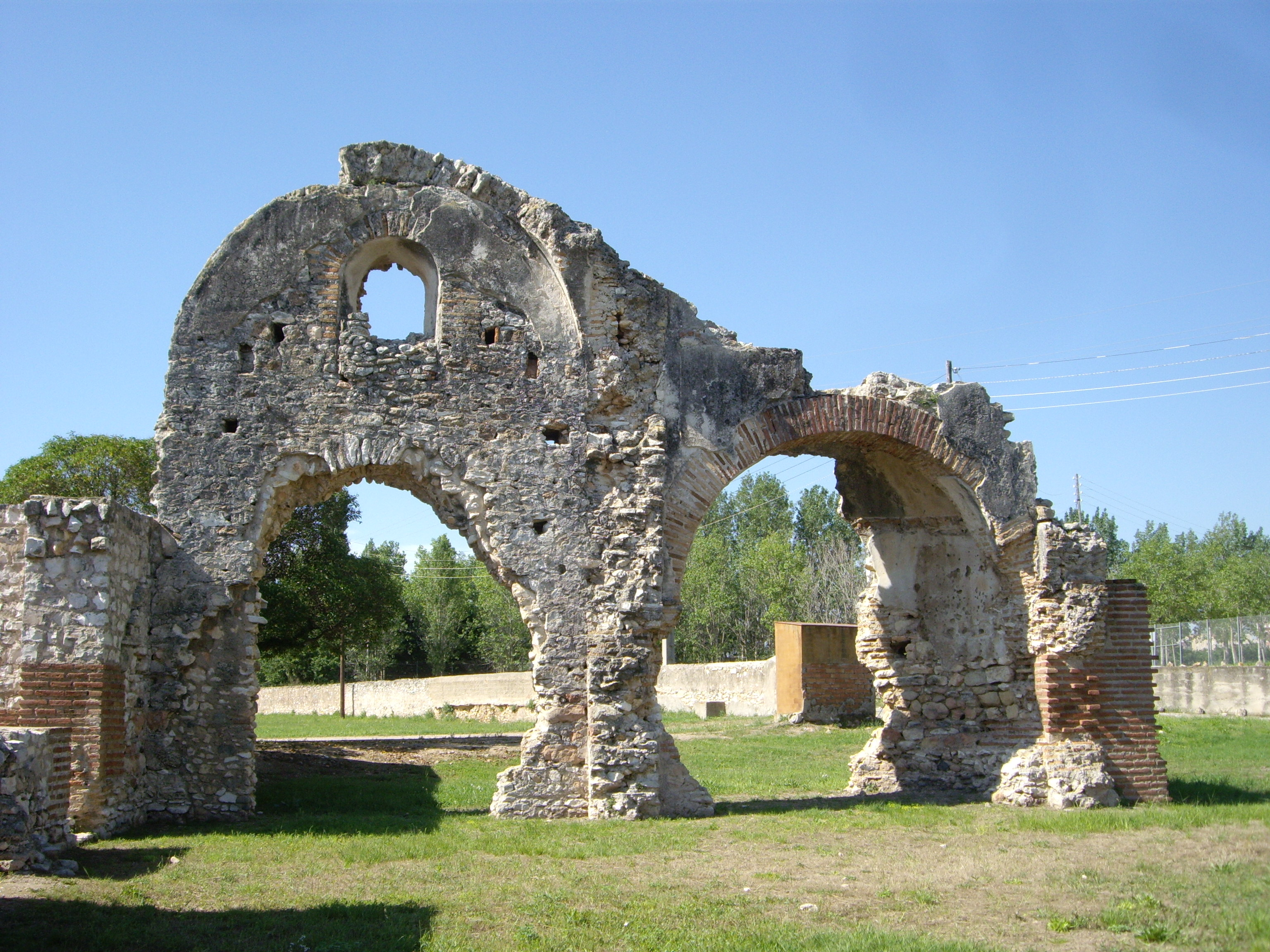
Vestiges des thermes.

Cinq phases de construction de cette villa peuvent être documentées. Depuis 1956, elle a été examinée et restaurée par l'Institut archéologique allemand du département de Madrid. 
La phase républicaine de l'édifice (IIe et Ier siècles av. J.-C.) est la moins connue. Aux Ier et IIe siècles, une grande ferme fut construite qui comprenait un espace de vie et un espace de stockage pour les dolia.
Après l'ajout d'un autre bâtiment agricole au IIIe siècle, l'ensemble fut profondément restructuré au IVe siècle. Elle avait désormais une orientation est-ouest, qui recouvrait partiellement les anciennes structures. Cela comprenait des thermes et deux salles en forme de dôme. Apparemment, le projet a été modifié avant d'être terminé. L'une des deux salles en forme de dôme (diamètre 10,70 m ; hauteur 13,60 m) a été transformée en mausolée par l'aménagement d'une crypte. La zone thermale est restée inachevée et a ensuite été remplacée fonctionnellement par une extension plus petite. Cette salle octogonale en forme de dôme à l'est a été conservée. A l'extérieur, la coupole est protégée par une toiture moderne.
Grâce à sa grande coupole en mosaïque et à ses peintures murales paléochrétiennes, le mausolée est l'un des monuments les plus importants de son époque dans toute l'Espagne. Il est interprété comme un monument politique conçu sur la base du tombeau de Constant Ier, fils de l'empereur Constantin le Grand, peut-être même assassiné à proximité en 350.
Par hasard, le bâtiment a été reconnu comme romain en 1877 lorsque les mosaïques et les peintures murales ont été découvertes. Il est classé monument historique depuis 1931 et est aujourd'hui entretenu par le Museo Arqueológico Nacional de Tarragona (es).

## Décoration du dôme

### Peintures murales
Seuls de petits restes de peintures murales ont survécu, notamment une scène de chasse, un portrait de femme et un fragment de maisons, peut-être un paysage urbain.

### Mosaïques

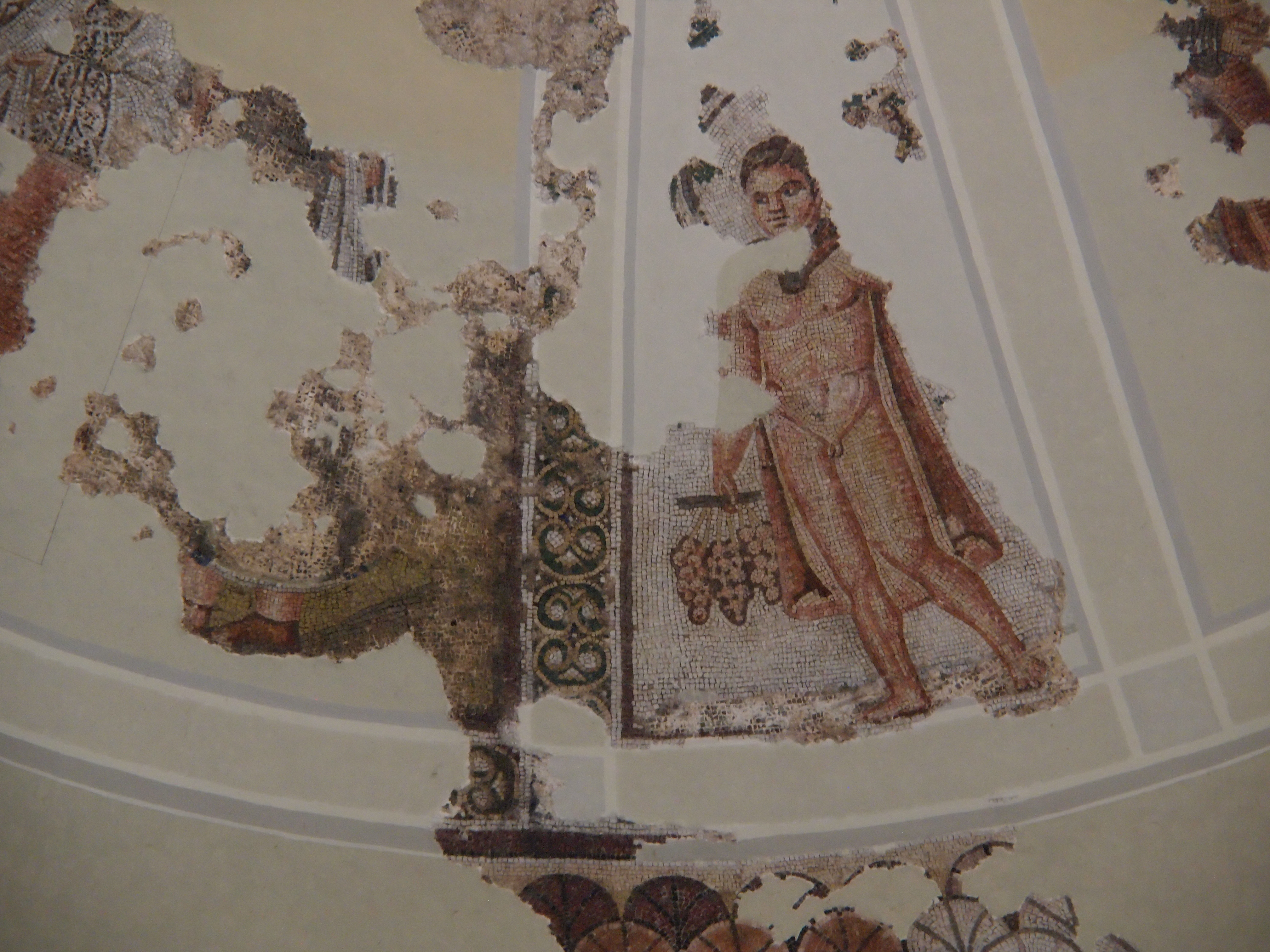
Détail de la représentation des quatre saisons.

La mosaïque est divisée en quatre bandes concentriques séparées par des motifs géométriques. 
- La zone A (la plus éloignée) est représentée une scène de chasse d’un ancien propriétaire foncier impérial.
- La zone B montre seize scènes de l'Ancien Testament et du Nouveau Testament, dont la scène centrale du Bon Pasteur.
- La zone C montre huit scènes avec des personnages, dont quatre très détaillées avec des scènes de trône. Certains personnages intronisés portent des bijoux en or et violet réservés à l'empereur.
- La zone D (le zénith de la coupole) est souligné par des spirales et une bordure décorative sur fond doré. Quelques têtes et fragments d'une tunique verte ont été conservés.

## Galerie

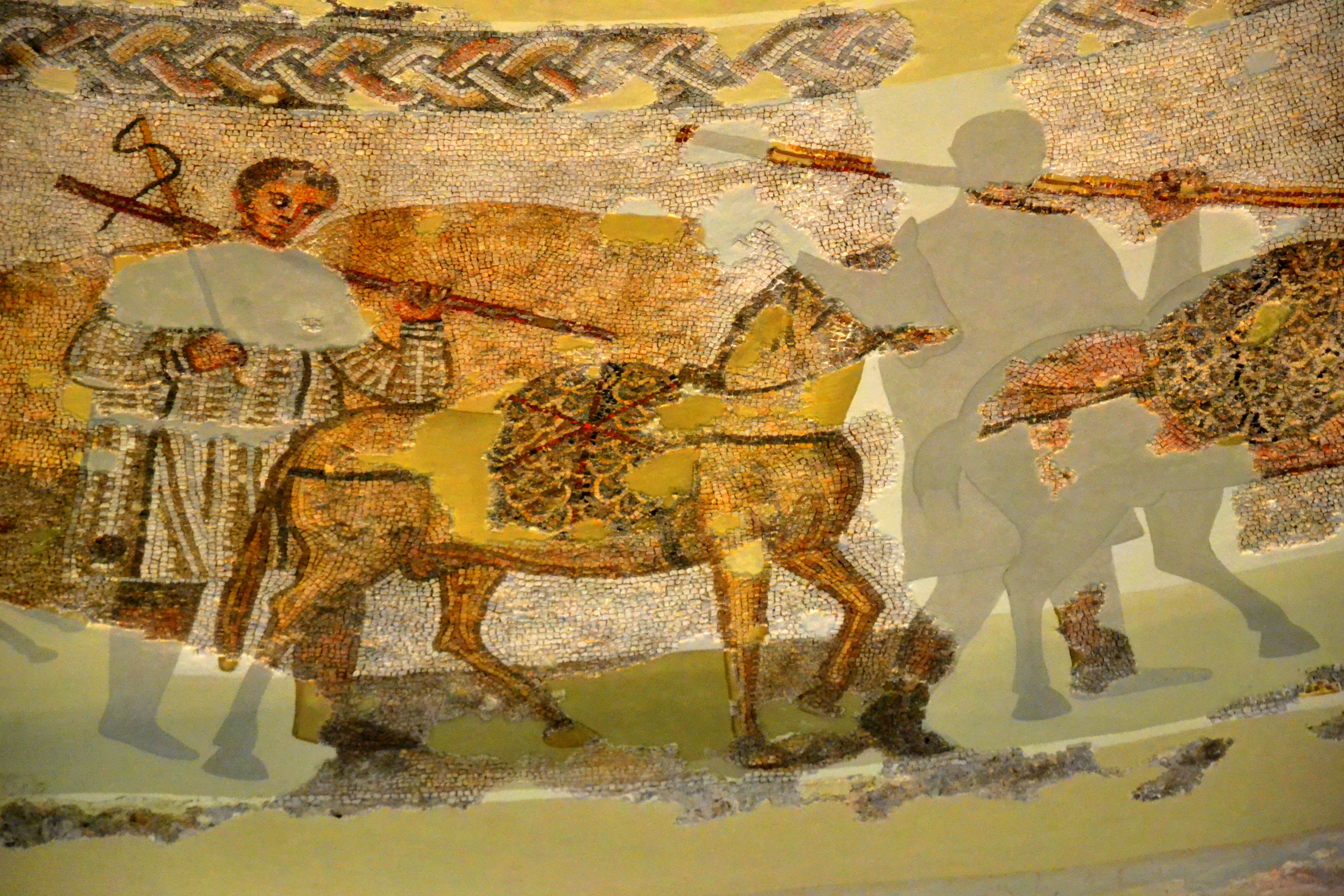
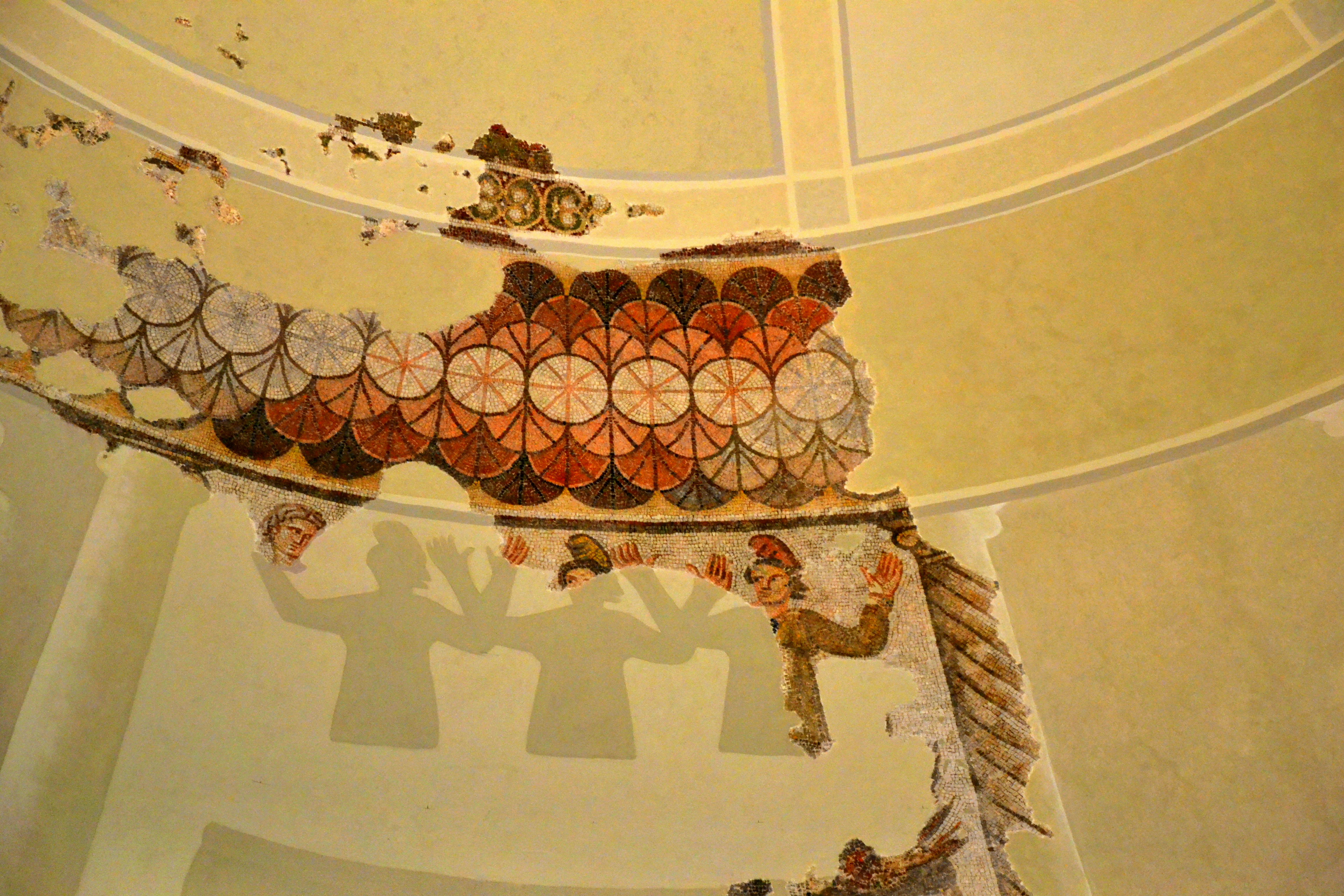